# محمدحسن لطفی تبریزی
محمّدحسن لطفی تبریزی (زاده ۱۲۹۸ در تبریز – درگذشته ۱۳۷۸) نویسنده و مترجم اهل ایران بود. او مترجم آثار افلاطون و برخی از آثار ارسطو به فارسی و همچنین کتاب‌های مرتبط با فلسفه و فرهنگ یونان بود.

## زندگی
وی در تبریز متولد شد و پس از گذراندن دوران ابتدایی، دبیرستان را در مدرسه محمدیه (دبیرستان فردوسی) و زیر نظر اساتیدی چون شهاب فردوس، جلال همایی و سید هادی سینا گذراند. در همان‌مقطع زمانی، در سال ۱۳۱۷ وارد دانشکدهٔ حقوق دانشگاه تهران شد. در سال ۱۳۲۲ بورس دولت ترکیه را علی‌رغم میل باطنی پذیرفت. بعد از مدتی بورس وقفیهٔ هومبولد را پذیرفت و در سال ۱۹۴۳ عازم آلمان شد و به تحصیل دکترای حقوق کیفری در دانشگاه گوتینگن پرداخت. در همین ایام آلمان درگیر جنگ با متفقین بود و پس از سقوط آلمان نازی، تحصیل لطفی نیمه‌تمام ماند. او پس از سختی‌های بسیار، به کمک افسران صلیب سرخ ارتش انگلیس به کمیته‌ای که برای کمک به خارجیان سرگردان در آلمان تشکیل شده بود، معرفی گشت. وی بعدها دستیار برتولد اشپولر، رئیس دانشکدهٔ ادبیات دانشگاه گوتینگن و از اسلام‌شناسان و استادان بنام زبان فارسی شد.
وی پس از اخذ درجهٔ دکترای حقوق کیفری، در سال ۱۹۴۷ به ایران بازگشته و پس از توقفی سه ساله، در سال ۱۹۵۰ به آلمان بازگشت و با همسر آلمانی خود، خانم زیگرید لطفی که دانشجوی ادبیات روسی بود ازدواج کرد. پس از مدت کوتاهی دوباره به ایران بازگشته و در جریان ملی‌شدن صنعت نفت به فعالیت سیاسی روی‌آورد. پس از کودتای ۲۸ مرداد به فعالیت فرهنگی پرداخته و در نخستین گام، رسالهٔ آپولوژی (رسالهٔ محاکمهٔ سقراط) افلاطون را با همکاری رضا کاویانی به فارسی برگرداند که در واقع اعتراضی به محاکمهٔ محمد مصدق در دادگاه نظامی بود. در ادامه به ترجمهٔ کلیه آثار اصلی و منتسب به افلاطون پرداخت. در اواخر عمر نیز قصد ترجمهٔ کلیهٔ آثار ارسطو را داشت که به علت فوت ناتمام ماند.

## آثار
1. دورهٔ آثار افلاطون، چهار جلد، تهران، خوارزمی، چاپ اول، ۱۳۵۷.
2. رساله‌های منسوب به افلاطون، تهران، خوارزمی، چاپ اول، ۱۳۶۷.
3. پایْدِیا، ورنر یگر، سه جلد، تهران، خوارزمی، چاپ اول، ۱۳۷۶، ۱۴۳۴ ص.
4. متفکران یونان، تئودور گمپرتس، سه جلد، تهران، خوارزمی، چاپ اول، ۱۳۷۵، ۱۸۵۸ ص.
5. گفتارهایی در باب ده کتاب نخست تیتوس لیویوس (تحلیل کتاب‌های از پیدایش روم، اثر تیتوس لیویوس)، نیککولو ماکیاوللی، تهران، خوارزمی، چاپ اول، ۱۳۷۷، ۴۳۳ ص.
6. متافیزیک (مابعدالطبیعه)، ارسطو، تهران، طرح نو، ۱۳۷۷، ۵۷۵ ص.
7. اخلاق نیکوماخس، ارسطو، تهران، طرح نو، ۱۳۷۷، ۲۲۰ ص.
8. سماع طبیعی، ارسطو، تهران، طرح نو، ۱۳۷۷، ۳۹۶ ص.
9. فرهنگ رنسانس در ایتالیا، یاکوب بورکهارت، تهران، طرح نو، چاپ اول، ۱۳۷۶، ۵۱۱ ص.
10. تاریخ جنگ پلوپونزی، توکودیدس، تهران، خوارزمی، ۱۳۷۷.
11. دوره آثار فلوطین (تاسوعات)، دو جلد، تهران، خوارزمی، چاپ اول، ۱۳۶۶، ۱۱۲۷ ص.
12. خاطرات سقراطی، کسنوفون، تهران، خوارزمی، چاپ اول، ۱۳۷۳، ۲۱۶ ص.
13. زندگی و آثار افلاطون (جلد اول: دوره جوانی)، ویلامووتیس مولندورف، تهران، صفی علیشاه، چاپ اول، ۱۳۳۲.
14. افلاطون، کارل یاسپرس، تهران، خوارزمی، چاپ اول، ۱۳۵۷، ۱۸۸ ص.
15. سقراط، کارل یاسپرس، تهران، خوارزمی، چاپ اول، ۱۳۵۸، ۱۰۵ ص.
16. آغاز و انجام تاریخ، کارل یاسپرس، تهران، خوارزمی، چاپ اول، ۱۳۶۳، چاپ دوم؛ ۱۳۷۳، ۳۷۱ ص.
17. آگوستین، کارل یاسپرس، تهران، خوارزمی، چاپ اول، ۱۳۶۳، ۱۵۵ ص.
18. فلوطین، کارل یاسپرس، تهران، خوارزمی، چاپ اول، ۱۳۶۳، ۱۴۵ ص.
19. اسپینوزا، کارل یاسپرس، تهران، طرح نو، چاپ اول، ۱۳۷۵، ۱۵۹ ص.
20. افلاطون، کارل بورمان، تهران، طرح نو، چاپ اول، ۱۳۷۵، ۲۱۲ ص.
21. مرگ سقراط (تفسیر چهار رسالهٔ افلاطون)، رومانو گواردینی، تهران، طرح نو، چاپ اول، ۱۳۷۶، ۲۸۸ ص.